# Espagnac-Sainte-Eulalie
Espagnac-Sainte-Eulalie là một xã thuộc tỉnh Lot trong vùng Occitanie phía tây nam nước Pháp.